# Таурогенска конвенција
Таурогенска конвенција о неутралисању пруског контингента у повлачењу француске Велике армије из Русије, потписана је 30. децембра 1812. године у близини Таураге (данашња Литванија).

## Конвенција
Конвенција предвиђа да пруске трупе, на подручју Мемел – Тилзит – Курски залив остану неутралне, а уколико се поново прикључе француским трупама уговорена је обавеза да два месеца остану у рату са Русима. Уколико таурогенска конвенција не буде ратификована, пруске трупе неометано ће се упутити у одређеном правцу. Тактизирајући између Руса и Француза, пруски краљ је привидно дезавуисао конвенцију, али је она, у ствари, означила почетак преласка Пруске на страну Наполеонових противника. 